# Lista de paraquedistas da Luftwaffe condecorados com a Cruz de Cavaleiro da Cruz de Ferro
A Cruz de Cavaleiro da Cruz de Ferro (em alemão: Ritterkreuz des Eisernen Kreuzes) e as suas variantes foram uma condecoração militar alemã cedida pelo Terceiro Reich aos seus soldados durante a Segunda Guerra Mundial.
Durante a Segunda Guerra Mundial, 133 militares paraquedistas (Fallschirmjäger), que faziam parte da Luftwaffe, foram condecorados com a Cruz de Cavaleiro da Cruz de Ferro. Entre eles, 22 oficiais receberam a Cruz de Cavaleiro da Cruz de Ferro com Folhas de Carvalho, sete receberam a Cruz de Cavaleiro da Cruz de Ferro com Folhas de Carvalho e Espadas, e apenas um recebeu a Cruz de Cavaleiro da Cruz de Ferro com Folhas de Carvalho, Espadas e Diamantes.

## Condecorados
O Oberkommando der Wehrmacht (Comando Supremo das Forças Armadas) manteve listas separadas dos condecorados, uma para cada ramo: o exército, a marinha, a força aérea e uma para a Waffen-SS. Dentro de cada lista, um número sequencial era atribuído a cada condecorado. O mesmo paradigma de numeração era aplicado a todos os graus, havendo uma listagem por grau. A numeração sequencial mais alta que 843 para a Cruz de Cavaleiro da Cruz de Ferro com Folhas de Carvalho e 143 para a Cruz de Cavaleiro da Cruz de Ferro com Folhas de Carvalho e Espadas não são oficiais, tendo sido criadas pela Associação de Condecorados com a Cruz de Cavaleiro (AKCR) e, por isso, estão marcadas entre parêntesis.
      Esta cor, juntamente com o +, indica que o militar em questão foi condecorado com um grau superior desta medalha.
      Esta cor, juntamente com o *, indica que o militar foi condecorado após falecer.
      Esta cor, juntamente com o ?, indica que o historiador Veit Scherzer expressou duvidas em relação à veracidade da informação.

### Cruz de Cavaleiro da Cruz de Ferro com Folhas de Carvalho, Espadas e Diamantes
| Number | Name                    | Rank            | Role and unit                  | Date of award          | Image |
| ------ | ----------------------- | --------------- | ------------------------------ | ---------------------- | --- |
| 20     | Hermann-Bernhard Ramcke | Generalleutnant | Comandante na Batalha de Brest | 19 de Setembro de 1944 | Upper body of a man wearing a military uniform with an Iron Cross displayed at the front of his uniform collar. |

### Cruz de Cavaleiro da Cruz de Ferro com Folhas de Carvalho, Espadas
| Number | Name                     | Rank                         | Role and unit                                                   | Date of award          | Notes                                                    | Image |
| ------ | ------------------------ | ---------------------------- | --------------------------------------------------------------- | ---------------------- | -------------------------------------------------------- | --- |
| 55     | Richard Heidrich         | Generalleutnant              | Comandante da 1. Fallschirmjäger-Division                       | 25 de Março de 1944    | —                                                        | A man wearing a military uniform with an Iron Cross displayed at the front of his uniform collar.               |
| 67     | Ludwig Heilmann          | Oberst                       | Comandante do Fallschirmjäger-Regiment 3                        | 15 de Maio de 1944     | —                                                        | A man wearing a military uniform with an Iron Cross displayed at the front of his uniform collar.               |
| 96     | Hans Kroh                | Oberst                       | Líder da 2. Fallschirmjäger-Division                            | 12 de Setembro de 1944 | —                                                        | A man wearing a military uniform with an Iron Cross displayed at the front of his uniform collar.               |
| 99     | Hermann-Bernhard Ramcke+ | Generalleutnant              | Comandante na Batalha de Brest                                  | 19 de Setembro de 1944 | Condecorado com Diamantes no dia 19 de Setembro de 1944. | Upper body of a man wearing a military uniform with an Iron Cross displayed at the front of his uniform collar. |
| 112    | Karl-Lothar Schulz       | Oberst                       | Líder da 1. Fallschirmjäger-Division                            | 18 de Novembro de 1944 | —                                                        | A man wearing a military uniform with an Iron Cross displayed at the front of his uniform collar.               |
| 131    | Erich Walther            | Oberst                       | Líder da Fallschirm-Panzergrenadier-Division 2 "Hermann Göring" | 1 de Fevereiro de 1945 | —                                                        | — |
| (155)  | Eugen Meindl?            | General der Fallschirmtruppe | General Comandante do II. FallschirmKorps                       | 8 de Maio de 1945      | —                                                        | A man wearing a military uniform with an Iron Cross displayed at the front of his uniform collar.               |